# Trappistinnenabtei Butende
Die Trappistinnenabtei Butende (lat. Abbatia Beatae Mariae de Laude) ist seit 1964 ein Kloster der Trappistinnen in Uganda in Afrika in der Diözese Masaka. 

## Geschichte
Nonnen der niederländischen Trappistinnenabtei Koningsoord gründeten 1964 nördlich Kadugala in Butende (Distrikt Masaka) das Kloster Our Lady of the Praise (Maria Lobpreis), das 1971 zur Abtei erhoben wurde.
Äbtissinnen/Oberinnen:
- Ida Witkam (1964–1969)
- Nicolette de Groot (1969–1995)
- Kisito Nakiyingi (1995–2001)
- Agatha Nyiramugisha Baziaka (2001–2003, 2008–2014)
- Scholastica Musiimenta (2003–2004)
- Thérèse Kiplagat Cheptoo (2004–2008)
- Augustine Kanyesigy (2015–2021)
- Jane Mary Cherotich (seit 2021)[1]